# Pecaroecidae
Pecaroecidae es una familia de parásitos de la piel que viven en el pelaje de los mamíferos. Pertenece al grupo de piojos (Anoplura) que tienen piezas bucales de succión y se nutren bebiendo sangre del huésped. La familia incluye solo una especie conocida que vive en cerdos mamones.

## Distribución y hábitat
La especie está muy extendida en el sur de América del Norte, especialmente por Texas, Arizona y Nuevo México.
Los piojos de esta familia viven en los cerdos mamones del pecarí de collar.

## Taxonomía
- Familia Pecaroecidae Kéler, 1963
  - Género Pecaroecus Babcock & Ewing, 1938
    - Pecaroecus javalii Babcock & Ewing, 1938